# 798 هـ
798 هـ هي سنة في التقويم الهجري امتدت مقابلةً في التقويم الميلادي بين سنتي 1395 و1396.

## مواليد
- ابن الضياء
- شرف الدين المناوي